# Karolina A. Højsgaard
Karolina Arevång Højsgaard, född Arewång 12 mars 1971 i Oxelösund, är en svensk orienterare. Hon tävlar för Domnarvets GoIF i Borlänge. Hon är även aktiv i friidrott (terränglöpning).
Højsgaards moderklubb är OK Måsen från Oxelösund. Hon blev den stora dominanten på damsidan vid orienterings-VM 2004 i Västerås. Efter ett silver på sprintdistansen tog hon guld på långdistans och vann även - tillsammans med Gunilla Svärd och Jenny Johansson - stafetten för Sverige. 

## Privatliv
Karolina A Højsgaard bor i Borlänge och har varit gift med den danske före detta landslagslöparen Thomas Højsgaard. Tillsammans har de två söner.

## Meriter

### Orientering

#### VM
- 2009 Silver, stafett
- 2006 Silver, stafett
- 2005 Brons, stafett
- 2004 Guld, stafett
- 2004 Guld, långdistans
- 2004 Silver, sprint
- 2003 Silver, långdistans
- 2003 Silver, stafett

#### EM
- 2006 Brons, stafett
- 2004 Guld, stafett

#### Nordiska mästerskapen
- 2003 Silver, sprint
- 2001 Silver, stafett
- 1997 Brons, stafett

#### SM
- totalt 7 guld, 7 silver, 6 brons

### Terränglöpning

#### Nordiska mästerskapen
- 2003 Guld, lag
- 2006 Silver, ind.

## Utmärkelser
- 2004 - Årets orienterare